# Sparkspolder
De Sparkspolder is een polder ten zuiden van Terneuzen, behorende tot de Polders tussen Axel, Terneuzen en Hoek, in de Nederlandse provincie Zeeland. 
De polder werd ingedijkt in 1638 en is 23 ha groot.
Het grootste deel van deze polder bestaat uit landbouwgrond, slechts het meest noordelijke deel is door de stedelijke bebouwing van Terneuzen ingenomen.
In het zuidwesten wordt de polder begrensd door de middeleeuwse Graaf Jansdijk. In het noordoosten vormt de Bronkreek, een uitwateringskanaal, de begrenzing. De buurtschap Spui bevindt zich in deze polder.